# معهد الجزيرة للإعلام
معهد الجزيرة للإعلام (أو كما كان يُسمى سابقاً: مركز الجزيرة للتدريب والتطوير الإعلامي) هو مركز تابع لشبكة الجزيرة يعنى بتدريب المؤسسات والأفراد ببرامج احترافية في المجال الإعلامي، يقدم الخدمات الاستشارية وفقًا لأحدث المعايير العلمية والتقنية، ويغطي كافة مجالات العمل الإعلامي المرئي والمسموع والمطبوع والإلكتروني انطلق في 24 فبراير/شباط 2004 بالعاصمة القطرية الدوحة منذ إنشائه قام بعقد شراكات إستراتيجية قوية مع مؤسسات إعلامية وأكاديمية في الولايات المتحدة والمملكة المتحدة وفرنسا والمغرب من مدارس إعلامية مختلفة.<